# 伊林卡 (敖德萨区)
46°41′1″N 30°38′18″E / 46.68361°N 30.63833°E
伊林卡（烏克蘭語：Іллінка）是位於烏克蘭西南部的村莊，由敖德萨州敖德萨区的烏薩托韋市鎮負責管轄。該村始建於1822年，面積2.11平方公里，海拔高度32米，2001年人口1,350，人口密度每平方公里639.81人。